# Thomas van Aalten
Thomas van Aalten (Huissen, 26 de setembro de 1978) é um escritor holandês. Ele fez sua estréia com uma história na revista literária Zoetermeer aos 19 anos. Van Aalten tem escrito romances Sneeuwbeeld (2000).